# Navia geaster
Espèce
Classification phylogénétique
Navia geaster est une espèce de plante de la famille des Bromeliaceae, endémique du Venezuela.

## Distribution
L'espèce est endémique de l'État de Bolívar au Venezuela.